# Lacinipolia determinata
Lacinipolia determinata är en fjärilsart som beskrevs av Smith 1891. Lacinipolia determinata ingår i släktet Lacinipolia och familjen nattflyn. Inga underarter finns listade i Catalogue of Life.